# ویل دنیس
ویل دنیس (انگلیسی: Will Dennis؛ زادهٔ ۱۰ ژوئیهٔ ۲۰۰۰) بازیکن فوتبال اهل بریتانیا است.

## دوران باشگاهی

### رده‌های پایه
او برای باشگاه فوتبال لوتون تاون در رده‌های نونهالان به میدان رفت و پس از انتقال به واتفورد در رده‌های زیر ۹ تا زیر ۱۶ سال برای این باشگاه بازی کرد. سپس در ۱۵ سالگی به تیم‌های پایه بورنموث ملحق شد و در آن‌جا ادامه داد.

### ای‌اف‌سی بورنموث
دنیس در ۱۵ سالگی در سال ۲۰۱۶ به باشگاه فوتبال ای‌اف‌سی بورنموث پیوست و ۱۸ ماه بعد حرفه‌ای شد و در شروع فصل ۲۰۱۹–۲۰۲۲ به تیم اصلی ملحق شد.
در مارس ۲۰۲۰ او یک قرارداد سه سال و نیمه جدید با این باشگاه امضا کرد. بعداً در همان ماه او توسط سرمربی تیم، ادی هاو مورد تمجید قرار گرفت.
در طول عضویت در بورنموث، برای کسب تجربه بیش‌تر به باشگاه‌های گرنزی سیتی، ویموث و ویلدستون به صورت قرضی منتقل شد.